# Oscar Peterson Trio + One
Oscar Peterson Trio + One – album studyjny kanadyjskiego pianisty jazzowego Oscara Petersona nagrany z jego trio z udziałem  trębacza Clarka Terry’ego, wydany z numerem katalogowym MG 20975  (wersja mono) i SR 60975 (wersja stereo) w 1964 roku przez Mercury Records.
Album został wydany na płycie kompaktowej w 1998 przez Verve Records w serii „Verve Master Edition”.
Album zawiera utwór „Mumbles”, w którym Clark Terry naśladuje, a właściwie przedrzeźnia starych bluesmanów.

## Powstanie
Materiał na płytę został zarejestrowany 26 lutego 1964 roku w studiu RCA w Toronto. Produkcją albumu zajął się Bob Shad.

## Lista utworów
Opracowano na podstawie materiału źródłowego.
Wydanie LP
Strona A
| Nr | Tytuł utworu         | Muzyka                                        | Długość |
| -- | -------------------- | --------------------------------------------- | ------- |
| 1. | „Brotherhood of Man” | Frank Loesser                                 | 3:34    |
| 2. | „Jim”                | Caesar Petrillo, Milton Samuels, Nelson Shawn | 2:59    |
| 3. | „Blues for Smedley”  | Oscar Peterson                                | 6:53    |
| 4. | „Roundaday”          | Oscar Peterson                                | 3:54    |
| 5. | „Mumbles”            | Clark Terry                                   | 2:01    |
|    |                      |                                               | 19:21   |

Strona B
| Nr | Tytuł utworu             | Muzyka                                      | Długość |
| -- | ------------------------ | ------------------------------------------- | ------- |
| 1. | „Mack the Knife”         | Kurt Weill, Bertolt Brecht, Marc Blitzstein | 5:16    |
| 2. | „They Didn’t Believe Me” | Jerome Kern, Herbert Reynolds               | 4:18    |
| 3. | „Squeaky’s Blues”        | Oscar Peterson                              | 3:27    |
| 4. | „I Want a Little Girl”   | Murray Mencher, Billy Moll                  | 5:08    |
| 5. | „Incoherent Blues”       | Clark Terry                                 | 2:41    |
|    |                          |                                             | 20:50   |

## Twórcy
Opracowano na podstawie materiału źródłowego.
Muzycy:
- Clark Terry – trąbka (utwory A–1, A–3, A–4, B–1, B–3 do B–5), skrzydłówka (utwory A–2 i B–2), wokal (utwory (A–5, B–3 i B–5)
- Oscar Peterson – fortepian
- Ray Brown – kontrabas
- Ed Thigpen – perkusja

Produkcja:
- Bob Shad – produkcja muzyczna
- Oscar Peterson – liner notes
- Ben Young – produkcja muzyczna (reedycja z 1998)